# アサシン クリード シャドウズ
『アサシン クリード シャドウズ』（英: Assassin's Creed SHADOWS）は、ユービーアイソフトより2025年3月20日発売のオープンワールドアクションRPGである。アサシン クリードシリーズのメインシリーズ14作目の作品で、2023年に発売された『アサシン クリード ミラージュ』の続編。

## 概要
強力な力を秘めた超古代文明の遺物を巡り、紀元前から各国で争い続ける二大勢力の戦いを描くシリーズであり、本作では、織田信長が岐阜城から安土城に移り天下統一まであと一歩の所まで迫っていた16世紀安土桃山時代の日本の、1579年から1584年を舞台とする（実際に両者でプレイできる期間は1582年の本能寺の変から山崎の戦いまでの11日間）。
父を亡くした忍の藤林奈緒江と、信長に仕えたとされる黒人の弥助の二人からなるダブル主人公制。メインシリーズにおいて、弥助のような実在した人物が主人公になるのはシリーズ初となる。現地人である奈緒江、異国から来た弥助の二人が、対等でありながら異なる視点で共通の目的を追う。二人の主人公を都度切り替えることが可能で、対話での選択肢はそれぞれ異なり、ゲームのプレイスタイルも、ステルスタイプの奈緒江とファイトスタイルの弥助という風に特徴づけられている。
本編で描かれる風景は、「過去編」主人公の遺伝子情報を現代人が解析して作り出したVRであり、その映像を視聴している「現代編」が過去作同様に存在するが、今作では現代人はプレイアブルではなくムービーのみとなる。
本作には歴史探索が行えるディスカバリーモードの実装は予定されていない。
2025年5月28日、Behaviour Interactive製作の対戦型サバイバルホラーゲーム『Dead by Daylight』とのコラボクエストの配信が開始された。

## あらすじ
現代を生きる ある人物は、遺伝子情報をもとに過去の風景をVRに再構築する装置『アニムスEGO』の被験者となり、封建時代の日本を眺める。
天正9年（西暦1581年）3月8日、イエズス会宣教師に仕える黒人奴隷の青年ディオゴは、織田信長との謁見の場に同行した。信長は、勝手に領地に入り込んだ宣教師の殺害をほのめかし、ディオゴは警戒した。その咄嗟の身のこなしを「武士（もののふ）としての気性が備わっている」と信長は面白がり、ディオゴを献上するよう命じた。宣教師は「その者にできるのはせいぜい草履取りにございます」と言うも、「我が家中では草履取りでも大名になれる」と信長は返答し、ディオゴを得た。ディオゴは剣術や書道、武士としての教養を学ぶ機会を与えられ、やがて侍として認められ、弥助と日本名を名乗るようになった。
同年9月30日、弥助は伊賀攻めに加わり、伊賀の忍者たちを虐殺した。その凄惨な光景を見ている少女がいた。忍者の藤林奈緒江である。父の正保は、奇妙な隠し刀を奈緒江に託し、そして古墳に隠している「箱」を入手して敵の手に渡らぬよう守れと命じた。奈緒江は箱を入手するも、仮面で顔を隠した男に奪われた。男を追い、殺害し箱を奪い返すも、そこに仮面をつけた謎の集団百鬼衆が現れ、奈緒江は瀕死の重傷を負わされた。助けに来た正保を目の前で殺害され、箱を再び奪われた。奈緒江は近隣の僧侶に救われ、その僧侶に庇護されている孤児の男児・順次郎にも介抱された。順次郎は当初は奈緒江に恐れを抱いているようだったが、次第に心を開いた。
父を殺された復讐と「箱」を取り戻すため、奈緒江は百鬼衆を探す。その中で明智光秀と接触し、百鬼衆の頭目般若の正体は信長だと知らされた。伊賀攻めと時同じくして百鬼衆が現れたことからも納得がいき、奈緒江は信長の暗殺を決意。光秀の手引きもあり、天正10年（西暦1582年）6月2日、奈緒江は本能寺にて信長と一騎打ちし、優位に立ち信長を殺害できるところまで追い詰めた。そこへ弥助が乱入し、剛力で奈緒江をねじ伏せた。しかし、奈緒江の隠し刀を見て弥助は手を止めた。来日する前の奴隷時代に、弥助は同じ隠し刀を持つ者に命を救われたことがあった。その刀・アサシンブレードは紀元前から世界各国で人類を守るために戦い続ける集団アサシン教団に伝わるものだった。
信長は、百鬼衆のことなど知らないという。奈緒江は天下を求める光秀の嘘に騙され利用されたのだと判明した。それでも信長が伊賀攻めや、その他多くの弱者への弾圧を行ったのは確かだった。天下一統のため必要なことであり後悔はないと信長は言い、しかし報いがくるのも当然であると死を受け入れ、光秀に首を渡したくないからと切腹し、弥助が介錯した。
奈緒江は伊賀攻めに加わっていた弥助に殺意を抱く。弥助は当然の恨みであると、奈緒江に殺されることを受け入れようとした。それを止めたのは順次郎だった。順次郎は、奈緒江に殺害された武士の子供だった。偶然から瀕死の奈緒江の世話を命じられ、奈緒江を恐れ憎んだが、事情と人となりを知るうちに奈緒江の罪を許した。奈緒江が弥助に復讐するのが正しいならば、自分も奈緒江に復讐しなければいけないことになる、と順次郎は言う。奈緒江と弥助は共に、百鬼衆の暗躍により大切な相手を失った同士として和解し、共に百鬼衆を追うようになった。奈緒江と弥助、そして各地から集めた仲間たちは裹刀衆と名乗った。百鬼衆の頭目は光秀ではなく、謎の人物が集まりを率いている。そして百鬼衆の背後には、世界中の歴史の裏で暗躍する組織テンプル騎士団が潜んでいるようだった。

## 用語
秘宝
超古代文明を築き、人類をも創った存在「かつて来たりし者」が遺したもの。様々な不可思議な力を持ち、世界中の歴史の激動の裏では秘宝を巡る争いが繰り広げられている。日本においては、帝が秘宝を継承している。
テンプル騎士団
秘宝の力を用いての「絶対的秩序」、すなわち人類の支配をもくろむ集団。史実のテンプル騎士団はその集まりの隠れ蓑の一つであり、紀元前から名を変えながら存続し、現代においては「アブスターゴ社」という世界最大の多国籍企業となっている。日本においては、宣教師や商人の来日にまぎれテンプル騎士団も暗躍を始めている。
アサシン教団
テンプル騎士団に抗い、人類の自由意志を望む集団。テンプル騎士団の者たちは権力の中枢に入り込み歴史的人物であることも多く、彼らの暗殺を行う。タイトルの「アサシンクリード」（暗殺者の信条）とは、アサシン教団の3つの教義「罪なき者に刃を向けるなかれ」「身をさらすなかれ」「決して仲間を裏切るなかれ」のことである。
裹刀衆（かとうしゅう）
アサシン教団の実質的な日本支部。元アサシンの異国人アルヴァロ・カタリベラにより立ち上げられた。織田信長による伊賀侵攻により一旦は途絶えたが、奈緒江と弥助により再興。名の由来は、教団に伝わる隠し刀「アサシンブレード」から。
百鬼衆（ひゃっきしゅう）
本作のメインストーリー上の敵組織。12名の幹部は全員が面で顔を隠し、頭目は鬼の面「般若」をつけている。般若の目的が「織田信長によって滅ぼされた室町幕府の再興」であるため、英語版においては「新幕府（shinbakuhu）」という名称。また、「百鬼衆」の名が判明する前は「鬼」と便宜的に呼ばれており、英語版では「怨霊（onryo）」である。
テンプル騎士団は協力者ではあるが、その思想に共鳴しているわけではなく、多くは織田信長への私怨や、権力などの個人的に求めるもののために行動している。作中では組織の由来などに触れられていないため、テンプル騎士団を起源とするものか、別の第三勢力であるかについては一切不明。

## 登場人物

### 裹刀衆
藤林奈緒江（ふじばやし なおえ）
出演 - MASUMI（モーションキャプチャ・英語声優兼任）
声 - 島袋美由利（日本版声優）
主人公の一人。女性。伊賀者の忍のアサシン。父は第一次天正伊賀の乱で戦死した藤林長門守。アサシン教団に伝わる「アサシンブレード」を父から渡され、フードで顔を隠し影に潜んで敵を倒すステルス戦闘を得意とする、イーグルビジョンを使用可能、などシリーズの伝統的な主人公像を担っている。「シリーズ最強のアサシン」として制作されている。屈み歩きだけでなく、よりステルス性能の高い匍匐前進がシリーズで初めて可能。手裏剣やクナイを用いて暗殺し、鎖鎌による広範囲な攻撃も可能。当初はアサシン教団のことは知らず、実戦経験もなく伊賀の奥地で修行を重ねつつも平和に暮らしていた。織田信長の伊賀攻めにより故郷を滅ぼされた恐怖を抱いている。時同じくして、仮面で顔を隠した謎の組織「百鬼衆」に襲われ父を殺害され自身も重傷を負い、正体不明の彼らを復讐のために追う。優しい性格だが、直情的な面もある。
弥助（やすけ）
声 - 帆世雄一
主人公の一人。男性。侍の修業を終えたアフリカ出身の元奴隷。日本人ではないアウトサイダーの視点から日本を見る。逞しい体つきで、ある程度のステルスも可能であるが肉弾戦を得意とし、高所を身軽に乗り越えることはできないが、扉を破壊して侵入などが可能。刀、金棒、弓、火縄銃などを武器にパワフルに戦う。その分隠密は苦手であり、建物の上を素早く移動することは出来ず、シリーズの伝統である高所から鷲のような姿勢で飛び降りて藁の山などに着地する「イーグルダイブ」をすると、着地の際に尻餅をつく。
かつての名はディオゴ。奴隷商人でテンプル騎士団のヌーノ・カロとデュアルテ・デ・メロが乗る船に母と共に奴隷としてどこかの場所に売られる予定だったが、ある雨が降る日の夜に母が見てはいけないものを見てしまったために射殺され、彼も殺されかけたところに名も無きアサシンに助けられ海に飛び込む。漂流中にヴァリニャーノとルイス・フロイスが乗る船に救助されイエズス会の奴隷となった。来日後、織田信長に気に入られ部下となり、上泉信綱に師事し剣術を学んだ。主君である織田信長を死に追いやった組織を探し、戦地を巡っている。「弥助」という名は、信長のもとにいたころに出会った少年の祖父に由来する。少年の祖父は「弥助」という名で皆から慕われる誇り高い侍であったといい、かくありたいと思い名をもらった。
順次郎（じゅんじろう）
声 - 小市真琴
槇尾寺の僧侶・宗元に拾われた孤児の男児。10歳。奈緒江が寝たきりであった時期に治療を手伝い、「隠れ家」にて奈緒江に助力する。一瞬見ただけのものでも正確に覚える記憶力と卓越した画力を持ち、奈緒江にも絵の描き方を教えた。
とみ
奈緒江と弥助の協力者らが住まう「隠れ家」を提供する女性。農婦であったが、戦により夫を殺され農地を焼かれた過去を持ち、権力者たる武士への嫌悪を持つ。
やや
声 - 嶋村侑
浄土真宗本願寺の僧兵。上背も体重もある大女。夫に先立たれた後で仏門に入り、顕如に仕え、彼と仲違いした教如のことも案じている。宗教弾圧を行う織田信長との戦いに身を投じていた。弾圧には対抗すべきだが復讐や、敵であっても敗れて無抵抗な者への殺人は厭う。奈緒江の復讐心にも否定的であり諭すが、仲間になる。亡き夫が力士であったこと、自身も好角家であることから力士のようなダイナミックな体術を得意とする。
源之丞（げんのじょう）
声 - 新田真剣佑
市井で貧しい者のために盗みを働く男性。酒浸りで女好きで、口が悪く軽薄に振る舞う。貧しい漁師の息子で、かつて手癖の悪さから捕らえられ二条城建設の人足を強制されたが、反抗的な態度から侍に憎まれ、報復に両親が惨殺された。権力者が庶民から奪ったものを奪い返し民に与えるべきとの思想を持つが力及ばず、破滅的でいたが、裹刀衆に入ってからは丸くなる。短剣と爆弾を使う。選択次第では奈緒江とのロマンスがある。
勝姫（かつひめ）
声 - ファイルーズあい
六角承禎の娘。「大名家のお姫様」という立場ながら、甲賀忍者を束ねる父のもとで武術を学んだ。忍ぶよりも火縄銃で派手に戦うことを好む。銃の師匠には杉谷善住坊もいる。伊賀忍者の奈緒江とは相反する部分があり皮肉を飛ばし合うも、似た者同士でもある。選択次第では奈緒江とのロマンスがある。奈緒江が他の相手ともロマンスをした場合には、浮気を許さずに裹刀衆から離脱する。
鬼百合（おにゆり）
声 - 諸星すみれ
若狭の漁村に住まう少女。父は彼女を養うため海賊に身を落とし殺害され、父の行いから周囲に迫害されながら一人で暮らしていた。迫害者たちへ復讐するために毒薬を作り大勢に腹痛を味わわせていたところ、主人公と出くわす。弥助は彼女の行いに批判的だが、奈緒江は同じく父子家庭育ちかつ父を亡くしているため同情を示す。
矢五郎（やごろう）
いぶき
アルヴァロ・カタリベラ
声 - 速水奨
裹刀衆を立ち上げた男。奈緒江と弥助が一党を立ち上げた際に裹刀衆の名称が継がれた。かつてアサシン教団に所属したスペイン人。任務の中で誤って罪なき少女を殺害したために教団を破門され、罪悪感による悪夢から逃れようと各国を点々と渡り歩いた。マカオで偶然テンプル騎士団の者と遭遇し、彼らが日本に向かうことを知り密かに追って1549年に来日。倭人の少女・つゆの命を救い、行動を共にするようになり、彼女にアサシンとしての術を教え込んだ。やがて日本をテンプル騎士団から守るため、つゆと共に帝（後奈良天皇）に仕えるようになった。
キャッチコピーなどに使われる「我らは闇に生き、光に奉仕する」は彼の言葉である。
つゆ
奈緒江の母。かつて孤児の痩せ細った少女であったが、異国人カタリベラに命を救われ、アサシンである彼に戦いの術を仕込まれ、カタリベラと共に「秘宝」の継承者である帝に仕えた。感情表現が少なく、養父のカタリベラにすら、何を考えているかわからない女だと評された。裹刀衆の仲間を集めるため訪れた伊賀にて、忍の藤林正保と恋をして結ばれた。

### 伊賀の里
藤林正保（ふじばやし まさやす）
声 - 田村真
藤林奈緒江の父で、武術の師でもある。奈緒江のアサシンブレードの本来の持ち主。伊賀攻めの際に奈緒江にアサシンブレードを託し、また古墳に隠された「箱」をも託した。奈緒江の目の前で百鬼衆に殺された。
生まれは地侍であり伊賀者といえど忍者ではなかったが、百地三太夫に弟子入りし22歳という遅い出発ながら凄腕の忍となった。服部半蔵は4歳年下の兄弟子である。
本編の前日譚にあたる漫画版では、修行や敵との戦いを通じて忍として成長していく過程が描かれている。
百地三太夫（ももち さんだゆう)
声 - 森田順平
伊賀の忍の長。奈緒江（正保）が持つものとは別のアサシンブレードの持ち主。
第二次伊賀の乱にて弥助との一騎討ちに敗れ、今際の際にもう一つのアサシンブレードを持つ娘を探すように伝える。
服部半蔵（はっとり はんぞう）
声 - 阪口周平
徳川家康に仕える忍者。プレイヤーの選択次第では奈緒江編のラスボスとなる。かつては伊賀の忍だったが、里を抜け徳川家康に仕えている。百地に師事を受け、4歳年上の弟弟子という立場の藤林正保とは親しい間柄だったが、同じ女つゆを同時に愛し、つゆが正保と結ばれたがために伊賀を去った。それでも想いを絶てず、つゆが奈緒江を産んだことに怒り、つゆが秘宝を巡り奔走すれば家庭どころではなくなり、正保との関係を引き裂けるという目論見から、秘宝の在処を百鬼衆に知らせた。本作における全ての元凶。
伊賀の忍びとされているが史実では忍ではなく徳川十六神将の一人として数えられる武将で忍びを指揮していたという記録が存在する。伊賀国出身の父服部保長が家康の祖父松平清康の家臣となり三河国に居を移してから生まれたのが史実の半蔵（服部正成）である。また、半蔵の名は襲名制でこちらも父保長から受け継いだものである。

### 織田家
織田信長（おだ のぶなが）
声 - 玉木宏
大魔王と呼ばれる天下人。弥助の恩人にして、奈緒江の怨敵。後の世に安寧をもたらすため天下一統を目指す。その過程での苛烈な弾圧は多くの恨みを買った。
森蘭丸（もり らんまる）
信長の小姓。本能寺の変で最期まで信長に仕えることを望むも、女性と伴天連を連れて逃げるよう命じられる。信長には別れ際に「我が愚息よりもよく仕えてくれた」とねぎらわれた。信長の命令通りに非武装の者らを逃した後で、焼け落ちた後の本能寺に戻り、切腹し亡くなった。
織田信雄（おだ のぶかつ）
信長の次男。織田が伊賀に攻め入ることになる原因を作った。
羽柴秀吉（はしば ひでよし）
織田五大将の一人。毛利との戦いに出ている。
ねね
秀吉の正室。上泉信綱と共に弥助の教育係として関わる。
丹羽長秀（にわ ながひで）
声 - てらそままさき
織田五大将の一人。
堀秀政（ほり ひでまさ）
信長の家臣。目立って美しい容貌の青年。信長に忠義を尽くしており、性愛の関係もあった。本能寺の変は光秀に味方した裏切り者たちにも罪があるとして、彼らの討伐を弥助に依頼する。選択次第では弥助とのロマンスがある。

### 百鬼衆
般若/足利義昭（あしかが よしあき）
声 - 櫻井孝宏
百鬼衆の長として、般若の面で顔を隠し登場。 かつて存在していた室町幕府の第十五代将軍。
二面/明智光秀（あけち みつひで）
声 - 森川智之
右が黒、左が白の陰陽に分けられた面頬をつけた男。その正体は明智光秀で、織田五大将の一人で本作では本能寺の変の首謀者となっている。
奈緒江が探し求めている百鬼衆の長が信長であるという嘘の情報を伝え、本能寺の変を利用して信長を殺させようとしていた。
小面/お市（こおもて/おいち）
声 - 早見沙織
涙を流しているかのような意匠の若い女性の面をつけて登場。調査の中で身分の高い女性であることがわかり貴人との呼び名もある。
その正体は、織田信長の妹のお市。政略結婚により浅井長政に嫁ぎ、人柄の良い浅井と真の愛情で結ばれ娘たち茶々、初、江を産んだ。しかし、信長と浅井の同盟が決裂し戦が起こり、浅井は自害、そのしゃれこうべは嘲るため見世物にされ、お市は寡婦となり織田家へ戻った。戦乱の世だからと信長への恨みはないが、飢えに苦しむ近江の民を救うため借金を重ねるうちに百鬼衆に取り込まれ逃げ出せなくなり、結果的に信長の死を招いた。彼女を許すか討つかの選択肢があるも、どちらにせよ弥助の判断により生存する。選択次第では弥助とのロマンスがある。
弥助が信長のものとなった当初から珍しい異国人であるため関心を抱き、弥助が乱暴されている女性を救ったことから好感を持った。
怨霊/井戸良弘（いど よしひろ）
仮面で素性を隠した怪力の武者として登場。奈緒江が父から受け継いだ「箱」を奪い取り、その際に奈緒江の顔面を金棒で殴り傷跡を残した。交野城にて奈緒江に討たれる。
嘘吹/伊勢貞興（いせ さだおき）
ひょっとこの原型である「うそぶき」の面をつけた男。
その正体は明智光秀の娘婿の伊勢貞興。本来なら家を継げない次男の身であるが、兄伊勢貞為に毒を盛り体を弱らせ、家督を得た。光秀の命令のもと、本能寺の変を引き起こす作戦に加担した。全てを知る兄はその上で兄弟愛を捨てられずに暗躍をやめるよう説得していたが、耳を傾けなかった。奈緒江には「この上なく高慢ちき」と評された。山崎城にて主人公に討たれる。
一つ耳/和田惟武（わだ これたけ）
藤林正保を死に至らしめた人物。正保の最期のあがきにより片耳を切り落とされた。織田信長の命令のもと、摂津の一向一揆の勢力を一掃しようとしていた武士。尼崎城にいたところ、浄土真宗の武僧らと手を組んだ奈緒江に攻め入られ、奈緒江に討たれた。
鉄砲持ち/八板若狭（やいた わかさ）
百鬼衆の12人衆のうち紅一点。金飾りのついた鉄砲で奈緒江を撃ち深手を負わせた女。かつては海賊をしておりポルトガル語が堪能。賊の立場から身を立て堺で一目置かれる商人となった。大阪城にて奈緒江に討たれる。
薙刀持ち/明智景光（あけち かげみつ）
白い面をつけ、その名の通り薙刀を持つ。
その正体は、明智光秀の甥である明智景光。「信長が10年かけて殺せなかった男」である六角承禎の首を取ろうと狙う。
烏帽子/宇喜多直家（うきた なおいえ）
声 - 三木眞一郎
その正体は備前国の戦国武将宇喜多直家。史実において本能寺の変が起きる4ヶ月前までに亡くなっている。
翁/恕顕法橋（じょけん ほっきょう）
声 - 小西克幸
雄牛/別所治正（べっしょ はるまさ）
声 - 間宮康弘

### テンプル騎士団
ヌーノ・カロ
声 - 大塚明夫
弥助編のラスボス。ポルトガル人の奴隷商人でテンプル騎士団の一人。
デュアルテ・デ・メロ
ポルトガル人の奴隷商人でテンプル騎士団の一人。弥助の母を殺した男。
木村厳斎（きむら げんさい）
白銀御前（しろがね ごぜん）
明智光秀の娘。

### その他
アレッサンドロ・ヴァリニャーノ
イエズス会の宣教師。日本でキリスト教を布教するために来日。弥助の元主人。
ルイス・フロイス
声 - 平川大輔
イエズス会の宣教師。弥助やヴァリニャーノらと共に織田信長に謁見した。
上泉信綱（かみいずみ のぶつな）
声 - 津嘉山正種
剣聖と讃えられる剣豪の一人で新陰流の開祖。弥助の師。かつて弟子の一人であった真田正豊の属する「真田流」の剣士との剣術試合に負け、以降一部からは「老いた」と嘲りの対象とされていた。弥助に剣術を教え始めた当初も「異国人を相手にするほど落ちぶれたか」と陰口を叩かれたが、弥助を差別せず一人の剣士として一人前に育て上げた。
真田正豊（さなだ まさとよ）
上泉の弟子の一人。真田流筆頭の剣士。かつての師である上泉とは反りが合わなくなり、老いゆく彼を侮蔑する。
丸目長恵（まるめ ながよし）
上泉の弟子の一人で後のタイ捨流の開祖。
宝蔵院胤栄（ほうぞういん いんえい）
上泉の弟子。槍術の使い手だが、刃物を禁じて現在では金棒を獲物とする。
六角承禎（ろっかく じょうてい)
声 - 斉藤次郎
甲賀の忍者を束ねる僧侶。勝姫の父。かつて信長と対立した近江の大名で、最も長く信長に抗った者。信長を討ち取りたいと切願していたが、光秀によるいわば仲間割れで信長が死に、宿敵を失ったことに落ち込んでいる。明智景光と瀬田唐橋で争っていたところ、主人公に加勢に入られ知り合う。
今井宗久（いまい そうきゅう）
声 - 大塚芳忠
堺の商人。
伊勢貞為（いせ さだため）
百鬼衆の一員である伊勢貞興の兄。貞興に毒を盛られたため、体が弱りきっている。
宗元（そうげん）
山奥の槇尾寺に隠棲していた高齢の僧侶。孤児の順次郎を庇護していた。百鬼衆に襲われ瀕死の奈緒江を保護し治癒した。奈緒江の復讐心を咎め諭していたが、やがて理解を示し、奈緒江が身を寄せる隠れ家に順次郎を託し、山を降りて巡礼の旅に出た。
京極マリア（きょうごく まりあ）
洗礼を受けた切支丹の女性。信長亡き後の混沌とした情勢から近江の民を救うよう依頼してくる。

## 開発・機能
開発スタジオはユービーアイソフト ケベック（シリーズ過去作では『自由の叫び』『シンジケート』『オデッセイ』と同じ）がメインを務める。
本作の開発には最新のAnvil Engineを使用しており、これまでのシリーズでは無かった新たなシステムが採用されている。Anvilでは初となるレイトレーシングを採用したことで、太陽の向きや照明の位置によって明るさや影が変化するなど、リアリティが向上している。また、日本の四季を表現するため、ゲーム内での季節の変化が取り入れられており、同じ場所でも季節によって風景が変化するほか、夏場は池に潜って潜入し、冬は凍った池に積もる雪に身をひそめるなど、ゲームプレイにも影響する。破壊システムも一新されており、切る方向に柵や樹木が切り倒され、武器の種類によっても破壊のされ方が異なる。
前作『アサシン クリード ミラージュ』に引き続き、舞台となった時代の歴史、人物、芸術、文化を紹介する「辞典」が搭載される。イベントの進行や、歴史的な場所を訪れることで辞典の内容がアンロックされる。辞典に掲載される量は、『ミラージュ』の2倍以上となる。この辞典に掲載するため、UBIはスペインの国家遺産管理室Patrimonio Nacional、美術保存会社Factum Arteと協力し、マドリード王立武器庫に納められている日本製の兜復元プロジェクトを行った。この兜は1584年に天正遣欧少年使節がスペイン国王フェリペ2世に贈ったもので、1884年7月10日に王立武器庫の火災で損傷していたが、復元プロジェクトにより元の姿のレプリカが作られ、「辞典」中で閲覧できる。レプリカは王立武器庫のコレクションの一部となり、施設の改修工事が終わる2025年夏にオリジナルと並べて展示される予定。

### カノンモード
カノン（Canon）とは「正典」を意味する語で、「フィクションにおける正史」を指す。
シリーズには選択肢がない一本道の作品と、選択肢によって展開が分岐する作品がある。選択肢がある場合は自由に物語を選べるようでありつつも、続編などで「正史」が判明し、プレイヤーの選択が後になって否定されることがあった。『アサシン クリード オデッセイ』では、主人公を男女から選べ、恋愛相手として様々な人物がいて異性愛・同性愛ができたが、「正史」は「女主人公で、特定男性との間に子を授かる」である。
正史論争に疲れたり、分岐に悩みたくないという人のために、本作では選択肢が除かれ「正史」に沿って自動的に物語が進むカノンモードが搭載された。カノンモードと通常モードは、プレイの途中では切り替えられない。

### ロマンス
『アサシン クリード オデッセイ』や『アサシン クリード ヴァルハラ』と同様に、主人公と一部のキャラクターの恋愛が描かれる。選択肢のうちハートマークを選んでいくことで恋仲になり、結ばれる。どちらの主人公とでもロマンスができるわけではなく、奈緒江だけ、弥助だけの相手がいる。異性だけではなく同性とも恋愛ができる。カノンモードではロマンス展開はない。

### 日本版での表現規制
後述する神社での破壊表現による炎上を受け、発売初日のアップデートで神社での破壊表現と一般人に対する流血表現が削除されている。

## 発売経緯

### 発表前
2010年、シリーズ生みの親パトリス・デジーレは、日本を舞台にする予定は無いと述べていた。その理由としてデジーレは「忍者のアサシンクリード」を期待する声は大きいが、知り合いの日本人から「やめたほうがいい」「日本人は外国人に理解できない世界観を持っている」などと言われたためとしている。なお、デジーレはその後UBIを退社しており、本作に関与していない。
2012年、『アサシン クリード III』が発売され、オープニングムービーの中で、古代エジプトの象徴である「ホルスの目」、ギリシャ文字の「オメガ」、そして日本の「鳥居」の3つの記号が登場するシーンがあった。当時まだエジプト・ギリシャ・日本を舞台にする予定はなかったが、リクエストが多く「いつかそこに行くだろう」とほのめかしで登場させた。後にエジプトは2017年の『アサシン クリード オリジンズ』で、ギリシャは2018年の『アサシン クリード オデッセイ』で舞台となった。これらと並行して、スピンオフ作品などで日本のアサシンが登場していた。

### 発表から発売
2022年9月11日、UBIは、日本が舞台の新作『コードネーム Red』（仮称）が開発中であることを発表した。
2024年5月16日、『コードネーム Red』の正式タイトルが『シャドウズ』に決定したことを発表し、トレーラーなどを順次公開した。一方、この頃から後述の批判が始まった。
9月24日、UBIは「東京ゲームショウ2024」の公式番組への出展を取りやめると発表した。
9月26日、「体験の磨き上げにさらなる時間」が必要であるとの理由から11月15日に予定されていた発売日が、2025年2月14日に延期されることが発表された。同時に、2019年以降はEpic Games StoreとUbisoft Storeで専売となっていたUBIの新作だが、本作以降はSteamへ回帰することも発表された。延期に伴い、上位エディションに付属していた先行アクセス権及びシーズンパスがキャンセルされ、併せて価格の値下げが行われた。
2025年1月10日、ユーザーからのフィードバックを反映させるためとの理由で、発売日を3月20日へと再度延期することが発表された。
発売前日の3月19日、これまでのシリーズにもあった「非武装の民間人を襲って流血させられる」「現存する歴史的建築物内でオブジェクトを破壊できる」という仕組みへ日本国内では後述の「論争」の中で差別的・冒涜的だと批判が集まり、発売後のアップデートによって民間人の流血をなくす、壊せるオブジェクトを減らすといった措置を取ると発表された。
2025年3月21日、UBIはプレイヤー100万人突破を祝い、無料で本作をプレイすることのできるアクティベーションコードキーを3人分公開した。

## 論争

### 黒人主人公の起用
日本を舞台にした作品でありながら、主人公の一人に日本人男性ではなく黒人男性である弥助を起用したことにネット上で抗議が殺到。
実業家のイーロン・マスクもこの件に反応し、SNSのXに「Diversity, Equity & Inclusion（多様性、公平性、包括性）」を意味する「DEI」という略語を用いて、「DEIは芸術を殺す（DEI kills art）」とポストした。一方で、このゲームへの抗議やマスクのポストには人種差別的意図があるという批判も起きた。
発売後の2025年3月、Youtubeでチャンネル登録者147万人のゲーム実況者FightinCowboyが本作の配信をした際に、弥助について黒人差別のコメントを多く書き込まれた。彼は実況を一時停止し、「日本の歴史に存在した歴史上の人物について、変な人種差別をするためにここに来ているのなら、お前を追い出すぞ」「ビデオゲームに黒人が出てくることに腹を立てているのなら、失せろ。ここにいてほしくない」と批判し、「普通の人はこんなことに腹を立てたりしない。これはネット空間で作られた問題なんだ」と述べた。この発言が注目され、FightinCowboyはインタビューを受け「私は野球のファンではなかったが、だからといって突然野球場に行って観客を侮辱するようなことはしない。それは異常な行動であり、ゲーム空間に侵入してかき乱す人々についても同じように感じる」と語った。

### 宗教施設の描写
東大寺の金銅八角燈籠と射楯兵主神社を許諾のないままゲーム中で使用していると判明している。産経新聞によると前者については東大寺側に取材したところ2024年10月時点でUBIと協議をしていることを認めている。なお、2025年2月時点で同意が取れたかどうかはさだかではないと報じている。後者については射楯兵主神社の関係者は取材に対して使用許可の連絡は来ておらず仮に連絡があったとしても許可しなかったとして、然るべき対応を進めると答えている。また、神社本庁が対応に乗り出したというSNS上の噂について、神社本庁は否定している。作中では寺社の前で礼拝するとバフ効果がある一方、施設内を破壊することもでき、破壊のシーンがSNS上で広まり、「日本文化への蔑みがひどい」「神道を侮辱している」「無神経だ」などの批判があった。

### 日本の国会での指摘
3月19日、参院予算委員会でゲーム内で弥助が実在する神社の祭壇などを壊す映像が動画配信サイトで公開されたことについて自民党の加田裕之参議院議員から質疑応答が行われた。加田は「ゲームの中で承諾なく使われた場所への攻撃や破壊行為が、現実社会で模倣されるのでは、と懸念している」と話し、「ゲームなどで他文化を軽んじる行為やそれに伴う観光公害」について所見を質問した。石破茂首相は、「法的にどうするかは経産省、文部科学省、外務省と協議したい」と述べ、「（現実の）神社に落書きするのはもってのほか。その国に対する侮辱にほかならない」と強調し、自衛隊をイラク・サマワに出すとき、イスラム教のしきたりを習得して行くようにお願いした。その国の文化や宗教に尊敬の念を持つのは当然で、そうでない行為があったら泣き寝入りはしない、許さないと発信することは重要だと思う」と答えた。

### 著作物の無断使用
公開されたコンセプトアートに、2018年に結成されたボランティア団体「関ヶ原古戦場おもてなし連合・関ヶ原鉄砲隊」の旗の画像が含まれており、このアートは「コレクターズエディション」として発売される商品に付属するアートブックにも使用される予定となっていた。団体の関係者からの問い合わせを受けたUBIは問題のアートを公式サイトから削除し、団体に謝罪したことを報告した上で、当該のアートはアートブックへの収録を除き、以降は新たな使用や配布を行わないとした。関ヶ原鉄砲隊はアートブック収録分も含め削除するよう要請し、2024年10月21日にUBIは「コンセプトアート内の旗のデザインを削除することが決まった」と通達した。ゲーム本編のスタッフクレジットで、スペシャルサンクスとして関ケ原鉄砲隊が載せられた。

### 発売中止署名運動
2024年6月19日、オンライン署名サイトChange.orgにて「アサシンクリードシャドウズの発売中止を求めます」とするインターネット署名運動が開始され、7月24日までに9万を超える賛同を得た。

### UBIの反応
2024年6月、一連の炎上に際してUBIのCEOであるイヴ・ギユモは、「悪意のある個人的なオンライン攻撃」を非難するとともに、「私が今懸念していることの一つは、当社のチームメンバーやパートナーの一部に向けられた悪意のある個人的オンライン攻撃です」、「ユービーアイソフトは、これらの憎悪行為を可能な限り強い言葉で非難することを明らかにしたいと思います。業界の他の人たちやプレイヤーにも、同様に非難するよう呼びかけます」と発言している。
10月、UBIのマネタイズディレクターであるスティービー・シャサードが自身のLinkedInにおいて、このような抗議をしてくる者は「まともな人間ではない」と非難した。
11月、本作のエグゼクティブプロデューサーの Marc-Alexis Côté は「不寛容からくる攻撃」や、スタジオや、この特定のゲームが「現代の思惑によって動かされている」という考えを否定した。

### その他の反応
8月20日、横浜商科大学の教授である田中辰雄が本騒動をもとにウェブモニターを使用したアンケートを実施した。アンケートに回答した人のうち、騒動を知っている者は3割、知らない者は7割となり、騒動を知っている者の中でもこの発売中止（同論文ではキャンセルカルチャー）に賛同する人は33.4％となり、発売中止署名に賛同しない人は48％、わからないと答えた人は18%となった。
田中は、従来正義を掲げてキャンセルを仕掛けるのはリベラル側であったが、今回はリベラルでなくむしろ保守側が主導しており、珍しいケースとした。背景にはハリウッドを制覇したポリティカル・コレクトネスへの警戒感があると指摘し、「今回のキャンセルカルチャーは、いわば、押し寄せるポリコレの正義に対する日本の防衛反応」と分析している。田中はポリコレに対する防衛の必要性には同意しつつも、「正義に正義で立ち向かうのは得策ではない」と指摘した。
IGN Japanは作品レビューの中で、論争について「明らかに度を超えている」と指摘。「発売前の断片的な情報や不確かなソースをもとに、一方的な意見を事実として語ることは、誤解を広めるだけでなく、議論の質そのものを低下させていく。歴史や文化に関する解釈にはつねに複数の視点が存在し、専門家ですら意見が分かれることがある。 そうした背景をも無視し、ゲームの表現を「正しい・間違っている」とデジタルに語ることは、作品の本質を見誤る原因になりかねない」と述べた。
アメリカのゲームニュースサイトGames Radar+は、「自分達にとって意味のある場所が娯楽の名の下に冒涜されていると感じる気持ちは分かる」と日本人の心情に共感を示しつつも、ヨーロッパの宗教もまた、シリーズで友好的に描かれたことは稀であると指摘。シリーズでは実在する宗教施設は長年に渡りよく登場し、その破壊も可能であり、『アサシン クリード オリジンズ』においては主人公がファラオの墳墓から盗掘し、『アサシン クリード ヴァルハラ』ではヴァイキングである主人公がキリスト教教会を略奪・放火し、更には『アサシン クリード II』ではラスボスがローマ教皇のロドリゴ・ボルジアであるなど宗教侮辱にあたる描写は数多くあったが、過去作においては宗教関係者からの公式な抗議は上がっていない。

## 評価
発売初日、総プレイヤー数が100万人を突破し、2日目には200万人を突破した。ただし、サブスクリプションによるプレイヤーもいるためイコール販売数ではない。Steamでは当日のセールスランキングで世界1位となった。Steam同時接続プレイヤー数は、発売から2日後の3月22日に47,616人を記録し、『アサシン クリード オリジンズ』を超えシリーズ歴代2位となった。
発売まもなくの各ストアでのプレイヤーによる評価は、PlayStation 5では星4.79/5、Xbox Seriesでは星4.5/5、Steamでは高評価81％で「非常に好評」となった。
批評家によるメタスコアは「82/100」で、「待望の日本舞台であること」や、ストーリー、キャラクター、景色の美しさが高評価された。一方で「退屈で単調」「ストーリーが説明不足」という低評価もあった。
IGN Japanは、8/10と評価。「オープンワールドの美しい環境表現や、引き込まれるストーリー、活きたキャラクターの実在感」を評価する一方、「従来シリーズにあったような大規模なサブ要素の不在、一部のシステム不備など、削ぎ落とされている部分」が多い点を批判した。
GameSpotは、奈緒江を使っての忍者としてのプレイと季節が移り変わるシステムを評価する一方、アサシンクリードらしからぬ弥助のプレイと冗長なストーリーを批判した。

## 漫画
『アサシンクリードシャドウズ 伊賀の物語』がヤンマガWebにて2025年3月20日から連載開始。奈緒江の父母である藤林正保を主人公に、若き日の忍術修行、兄弟子・服部半蔵との日々、後に妻となる女性・つゆとの出会いが描かれる。脚本はUBI、作画はレゲジェ。